# Caryopse

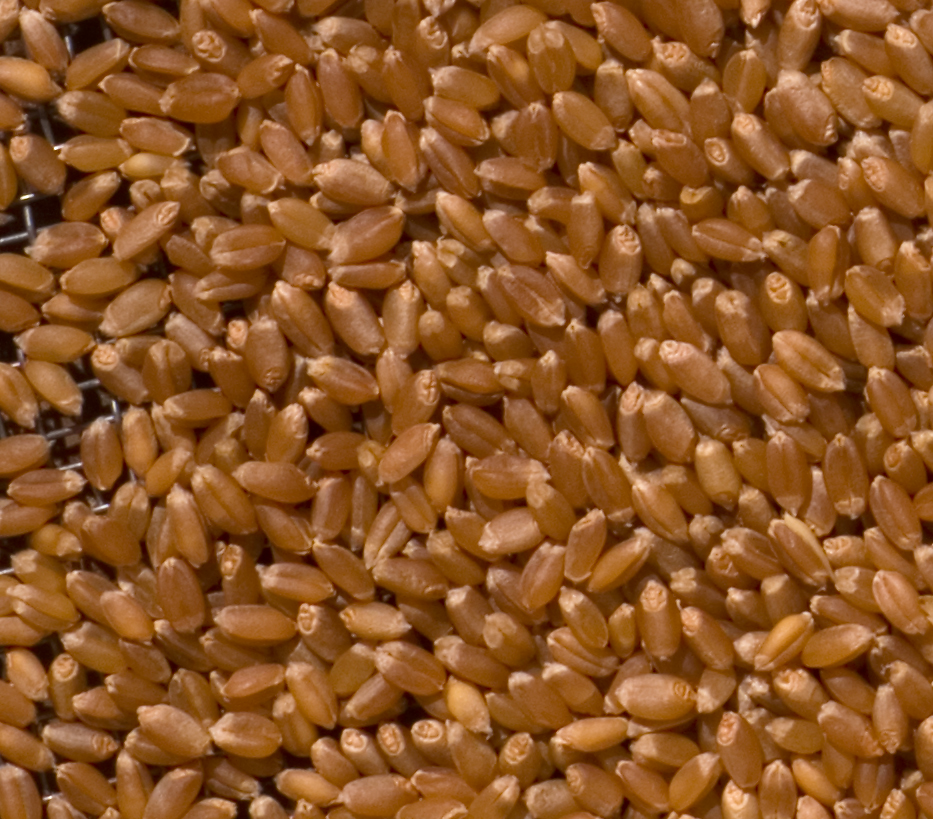
Caryopses de blé.

En botanique, le caryopse (terme daté de 1843, qui dérive de deux racines grecques, κάρυον / káruon « noix » et ὄψις / ópsis « apparence ») est un fruit sec, indéhiscent, contenant une seule graine. Formé à partir d'un ovaire supère uniloculaire, c'est le fruit caractéristique de la famille des Poaceae (Graminées). Généralement, le péricarpe, constitué par le tégument externe de l'ovaire, est intimement soudé à la paroi de la graine, issue du tégument interne de l'ovule.

## Structure

Structure schématique d'un grain de blé (coupe longitudinale).

Le caryopse est constitué de trois principales parties anatomiques : l'enveloppe qui comprend essentiellement le péricarpe, l'embryon (ou germe), rejeté en bas de la graine, et l'albumen (appelé « endosperme » chez les auteurs anglo-saxons). La partie la plus volumineuse et la plus importante en masse est l'albumen constitué essentiellement de réserves d'amidon, qui représente par exemple 75 % de la masse du caryopse chez le mil à chandelle (Pennisetum glaucum), contre 16,5 % pour le germe et 8,4 % pour le péricarpe. Dans le cas du riz cargo, l'albumen représente environ 90 % de la masse du grain.

### Albumen
L'albumen, issu lors de la double fécondation de la fusion de deux pôles nucléaires du sac embryonnaire avec le noyau d'un gamète mâle, forme dans la graine une grande structure de forme elliptique qui assure la nutrition de l'embryon et le développement de la plantule après la germination. Il est généralement solide et amylacé, mais est liquide chez certaines espèces des genres Koeleria, Trisetum, et toutes celles de la tribu des Aveneae.  
L'albumen est entouré d'une assise externe protéique, la couche à aleurone qui entoure les cellules à amyloplastes remplies d'amidon et l'embryon.
La couche à aleurone est la seule partie vivante de l'albumen, la plupart des cellules de stockage de l'amidon et des protéines de réserve sont mortes. En effet à la maturité de la graine, leurs éléments vitaux (noyau, membranes...) sont désorganisés par l'accumulation des réserves.

### Péricarpe
Dans le cas le plus général, le péricarpe est totalement adhérent à la graine, mais chez certaines espèces de graminées le degré d'adhérence entre la graine et le péricarpe peut varier, ainsi que la consistance de ce dernier. Certains auteurs décrivent ainsi ces fruits particuliers, au péricarpe plus ou moins libre ou charnu, comme des akènes ou des baies. Cependant pour d'autres auteurs, ces fruits sont bien des caryopses sur le plan de l'ontogenèse car le détachement du péricarpe est consécutif à la dissolution de couches internes au cours du développement du fruit. Ils distinguent ainsi  plusieurs types de caryopses, et proposent les types suivants, :
- caryopse baccoïde : péricarpe épais, charnu, adhérent ; se rencontre chez une douzaine de genres de la tribu des Bambuseae : Alvimia, Chimonobambusa, Decaryochloa, Dinochloa, Ferrocalamus, Melocalamus, Melocanna, Ochlandra, Olmeca, Qiongzhuea[9],[12] ;
- caryopse cistoïde : péricarpe relativement libre, fin et hyalin, qui se rompt irrégulièrement pour libérer la graine : présent chez une douzaine de genres des Bambuseae, Arundineae, Cynodonteae[9] ;
- caryopse follicoïde : péricarpe fin, souple, non adhérent, qui se fend le long d'une ligne de suture et libère la graine lorsqu'il est humidifié : présent chez 38 genres chez les Arundineae, Eragrostideae, Cynodonteae[9] ;
- caryopse nucoïde : péricarpe plus ou moins dur, cassant, d'épaisseur variable, relativement libre, adhérent seulement dans la région du hile : présent notamment chez les Bambuseae et les Oryzeae, en particulier chez les sept genres suivants : Actinocladum, Dregeochloa, Luziola, Merostachys, Pentameris, Pyrrhanthera, Zizaniopsis[9].

## Cas des céréales
Dans le langage courant, le fruit des céréales est appelé « grain », on parle de grain de blé par exemple. Le grain peut être constitué par le caryopse seul, lorsque les glumes et glumelles se détachent à maturité ; on parle alors de céréales « à grain nu », par exemple le froment et le seigle, bien plus faciles à préparer, car on peut les moudre sans décorticage préalable. Dans ce cas, les glumes et glumelles sont éliminées au battage et constituent la « balle ». 
Dans certains cas, les glumelles, bractées qui enveloppent les fleurons des graminées, restent adhérentes au caryopse. On parle alors de céréales à grain « vêtu », par exemple l'orge ou l'amidonnier (Triticum diccocum). Dans le cas du riz, on parle de « riz en balle » ou  « paddy » pour désigner le caryopse revêtu de ses glumes et glumelles. 

## Dissémination
Le caryopse est chez certaines espèces de graminées l'unité de dissémination (ou diaspore). C'est le cas par exemple du grain de blé qui est un caryopse débarrassé spontanément de ses enveloppes, glumes et glumelles (grain nu), mais ce n'est pas le cas général.

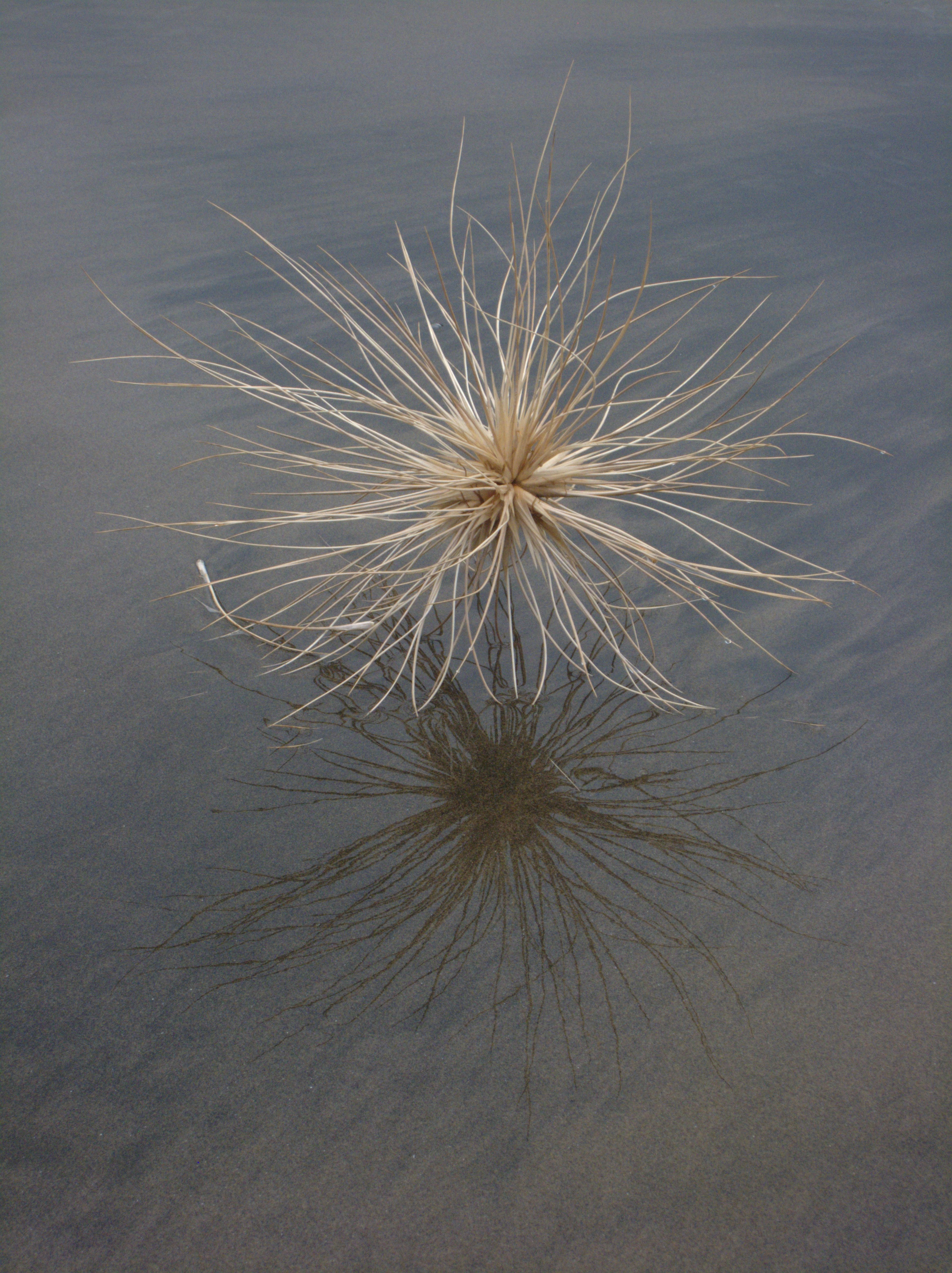
Tête globuleuse d'une inflorescence femelle de Spinifex sericeus formant une diaspore virevoltante.

Selon les genres et espèces, l'unité de dispersion peut être diversement composée en fonction du point de désarticulation qui peut se situer en dessous des glumes, au-dessus ou entre celles-ci :
- la graine seule, libérée de son péricarpe : certaines espèces du genre Sporobolus par exemple,
- le caryopse seul : grain « nu » de certaines céréales (blé tendre, seigle)
- l'anthoecium[14] entier : le caryopse avec la lemme et la paléole adhérentes (Hordeum),
- l'épillet entier : épillet comprenant le ou les fleurons fertiles et les vestiges des fleurons stériles  (Sorghum),
- un groupe d'épillets : par exemple triade de trois épillets avec leurs pédicelles soudés (Tristachya),
- l'inflorescence entière : l'inflorescence se détache en un seul bloc et se déplace comme un virevoltant (Schedonnardus paniculatus, Scrotochloa, Spinifex).